# Chrobotek kubkowaty

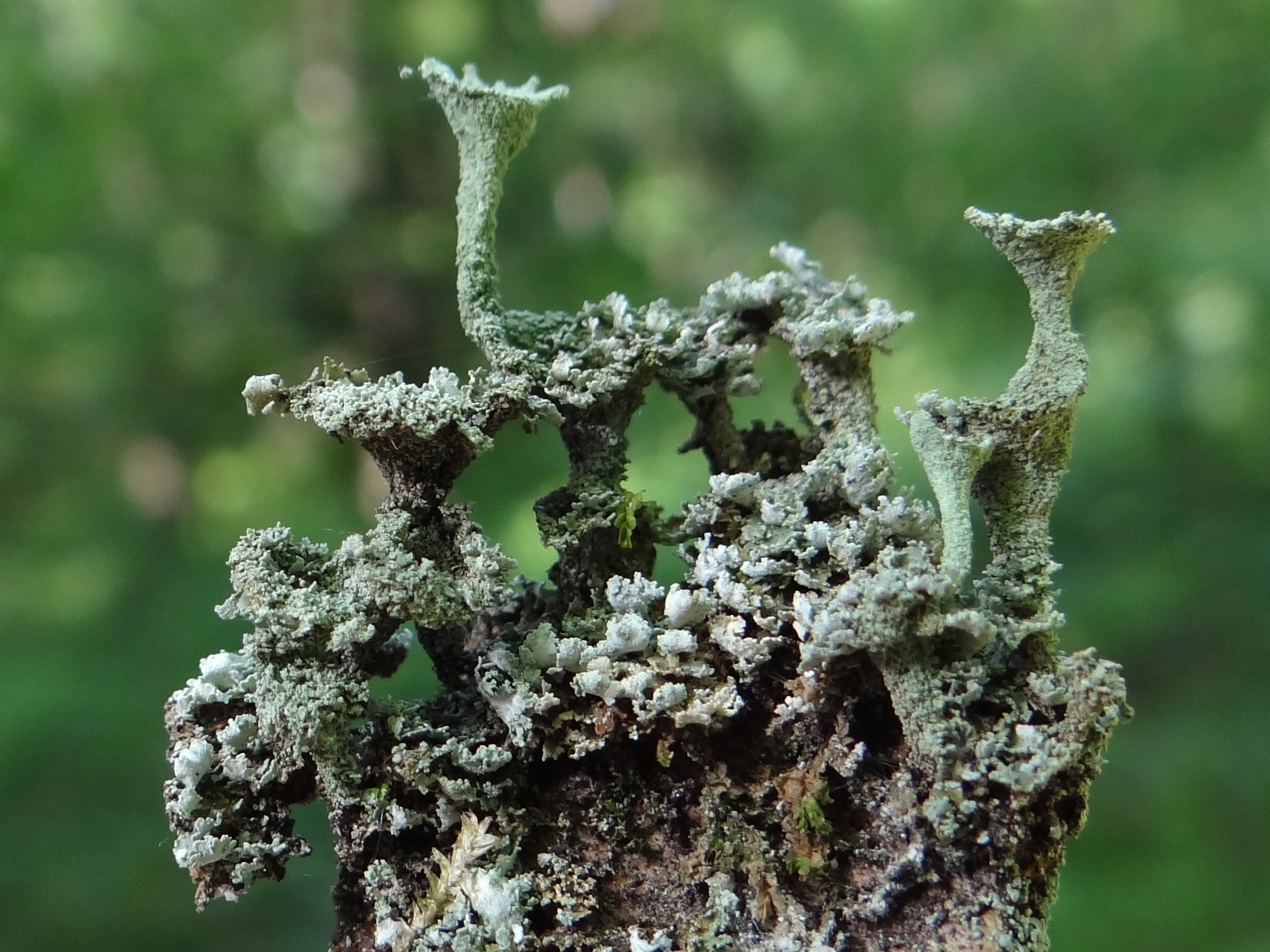
Piętrowe podecja

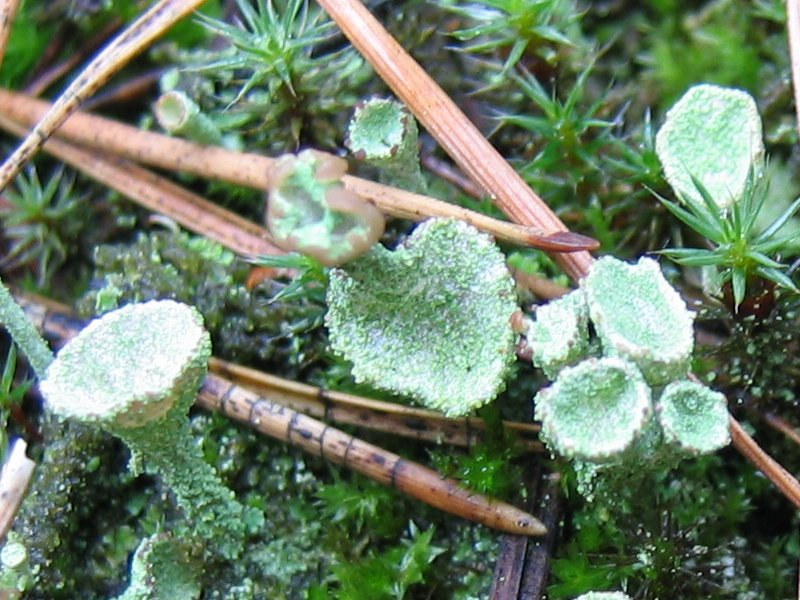

Chrobotek kubkowaty (Cladonia pyxidata (L.) Hoffm.) – gatunek grzybów należący do rodziny chrobotkowatych (Cladoniaceae). Ze względu na współżycie z glonami zaliczany jest do porostów.

## Systematyka i nazewnictwo
Pozycja w klasyfikacji według Index Fungorum: Cladonia, Cladoniaceae, Lecanorales, Lecanoromycetidae, Lecanoromycetes, Pezizomycotina, Ascomycota, Fungi.
Po raz pierwszy takson ten zdiagnozował w roku 1753 Karol Linneusz nadając mu nazwę Lichen pyxidatus. Obecną, uznaną przez Index Fungorum nazwę nadał mu w roku 1796 Georg Franz Hoffmann, przenosząc go do rodzaju Cladonia.
Synonimy:

- Cenomyce pyxidata (L.) Ach. 1810
- Cladonia conchata Nyl. 1860
- Cladonia neglecta (Flörke) Spreng. 1827
- Lichen pyxidatus L. 1753)

Nazwa polska według Krytycznej listy porostów i grzybów naporostowych Polski.

## Charakterystyka
Na podłożu tworzy plechę pierwotną złożoną z drobnych lub dość dużych łuseczek o długości 2–5 mm i szerokości 1–3 mm. Są one wcinane lub karbowane, na górnej powierzchni mają barwę od oliwkowej do brunatnej, na dolnej są białawe. Mogą być trwałe lub zanikające. Z plechy tej wyrastają podecja o wysokości 5–20(30) mm i szerokości 8–12 mm. Podecja są zazwyczaj pojedyncze, rzadziej tworzą 2–3 pięterka (proliferacja), przy czym wyższe pięterka wyrastają z brzegu niższych. Dolna część podecjów jest pokryta ciągłą korą, natomiast w górnej części i w zagłębieniach kieliszków kora tworzy areolki lub brodawki. Na podecjach brak urwistków, brak też łusek, lub co najwyżej występują tylko u ich podstawy. Podecja mają barwę szarą, oliwkową lub brunatnozielonawą. Reakcje barwne: Pd + czerwone, K –. Reakcje barwne: plecha Pd+ czerwony, K–.
Zazwyczaj na brzegach kieliszków wyrastają brązowe pyknidia. Są zanurzone w plesze i wewnątrz zawierają bezbarwną, galaretowatą substancję. Na brzegach kieliszków częste są też brązowe apotecja, występujące pojedynczo lub w grupach po kilka. Mają średnicę 0,5–5 mm i są siedzące lub mają krótkie trzoneczki. W jednym worku powstaje po 8 bezbarwnych, jednokomórkowych zarodników o rozmiarach 9–15 × 3,5–4 μm.
Kwasy porostowe: wytwarza kwas protocetrariowy.

## Występowanie i siedlisko
Występuje na wszystkich kontynentach świata, również na Antarktydzie, w Arktyce i na wielu wyspach. W Polsce występuje pospolicie na terenie całego kraju.
Spotykany jest w lasach iglastych i mieszanych oraz na terenach otwartych. Rośnie na piaszczystej lub próchnicznej glebie, u podstawy pni drzew, czasami także na słomianych dachach. Preferuje gleby kwaśne. Najliczniej występuje na obszarach o klimacie zimnym i umiarkowanym.

## Gatunki podobne
- chrobotek rozetkowy (Cladonia pocillum). Rośnie na podłożu wapiennym i łuski jego plechy pierwotnej tworzą duże rozetki,
- chrobotek strzępiasty (Cladonia fimbriatum). Ma bardziej wysmukłe podecja i bez areolek.
- chrobotek kieliszkowaty (Cladonia chlorophaea), często tworzy piętrowe podecja[5].

Najbardziej podobny jest chrobotek rozetkowy i czasami trudno jest te dwa gatunki odróżnić. Niektórzy lichenolodzy podają w wątpliwość odrębność gatunkową chrobotka rozetkowego, uważając go tylko za związany z wapiennym podłożem ekotyp chrobotka kubkowatego. Przeprowadzone w USA badania genetyczne w obrębie form zaliczanych do C. pocillum i C. pyxidata wykazały jednak istnienie odrębności genetycznej między tymi gatunkami, oraz że C. pocillum wywodzi się z linii rozwojowej C. pyxidata (był on jego przodkiem). Na obecnym poziomie wiedzy należy uznać odrębność tych gatunków, tym bardziej, że występują one w różnych siedliskach. Morfologicznie chrobotek kubkowaty od chrobotka rozetkowego odróżnia się mniejszymi i nie błyszczącymi łuskami plechy podstawowej, brakiem różowych odcieni na podecjach i zazwyczaj kulistymi apotecjami. Odróżnienie po tych cechach możliwe jest jednak tylko na świeżych okazach, okazy zielnikowe są trudne lub niemożliwe do rozróżnienia.